# 트윔
주식회사 트윔(영어: Twim Corp)은 대한민국의 AI 머신 비전 시스템 기업이다.

## 같이 보기
- PIE (기업)
- 자비스 (기업)

## 내용주
1. ↑  주관사를 대신증권으로 공모가 22,000원에 코스닥 시장에 상장